# NGC 6924
NGC 6924 é uma galáxia elíptica (E-S0) localizada na direcção da constelação de Capricornus. Possui uma declinação de -25° 28' 28" e uma ascensão recta de 20 horas, 33 minutos e 19,1 segundos.
A galáxia NGC 6924 foi descoberta em 1886 por Frank Leavenworth.